# ウェストロンドン線

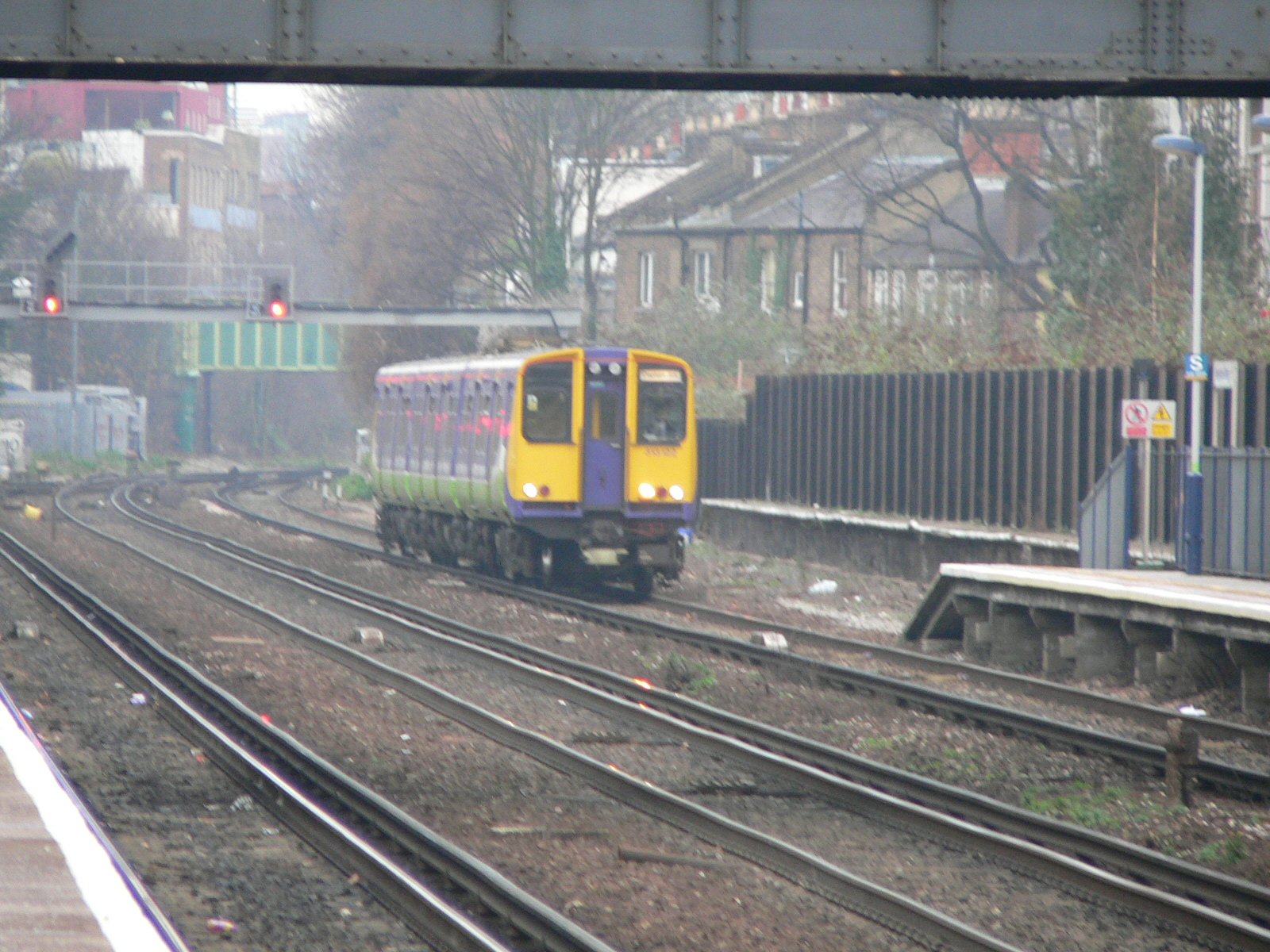
ケンジントン・オリンピア駅に進入する列車

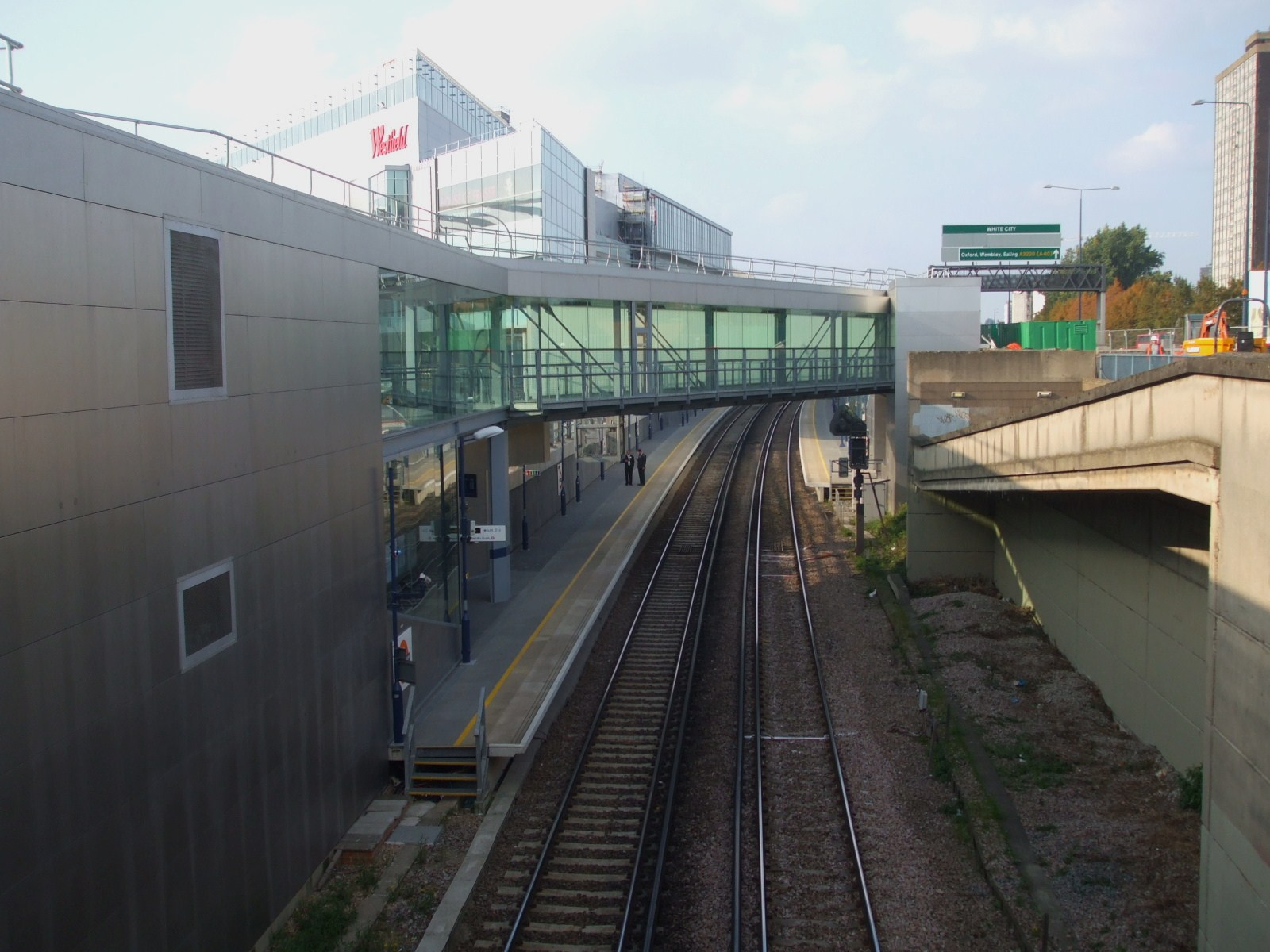
ウェスト・ロンドン線に新たに建設されたシェパーズ・ブッシュ駅

ウェスト・ロンドン線（West London Line、WLL）は、ロンドンの西部を南北に結ぶ鉄道路線である。ネットワーク・レール（イギリス在来線の鉄道施設所有会社）が路線の保有・維持管理を行い、ロンドン・オーバーグラウンドとゴヴィア・テムズリンク・レールウェイ（「サザン」ブランド　ナショナル・レールに含まれる）が旅客列車を運行している。

## 概要
ロンドン北西のウィルズデン・ジャンクション駅とロンドン南東のクラパムジャンクション駅との間を南北にほぼまっすぐ結ぶ路線である。
歴史的には、中間のケンジントン・オリンピア駅付近を境に北側がウェスト・ロンドン・ジョイント鉄道（West London Joint Railway、WLJR）、南側がウェスト・ロンドン・エクステンション・ジョイント鉄道 (West London Extension Joint Railway) として建設された。
1845年の条例はグレート・ウェスタン鉄道とロンドン・アンド・バーミンガム鉄道がウェスト・ロンドン線の共同リースではじめることを認可した。
この路線は第三軌条の直流750ボルトで南端からノース・ポール国際車両基地まで電化されており、そこでは架線の交流25000ボルトに変化する。この事業は英仏海峡トンネルのインフラ改良の一環（同車両基地はユーロスターの車両基地として建設されたため）として整備された。

## 歴史
この路線は1840年に、最初atmospheric railwayとして、ワームウッド・スクラブズ(Wormwood Scrubs)とシェパーズ・ブッシュ駅との間で開業した。
その後、特に貨物列車のために、ロンドン中心部を迂回する路線として、通常の鉄道に転換された。
路線はまず北側のウェスト・ロンドン・ジョイント鉄道（グレート・ウェスタン鉄道 (GWR) およびロンドン・アンド・ノース・ウェスタン鉄道 (L&NWR)が所有）がケンジントン・オリンピア駅まで完成し、その後1860年代初頭に同駅からクラパムジャンクション駅までウェストロンドン・エクステンション・ジョイント鉄道（GWR、L&NWR、ロンドン・ブライトン・アンド・サウス・コースト鉄道 (LB&SCR)およびロンドン・アンド・サウス・ウェスタン鉄道 (L&SWR)が所有）が建設された。
公式の『History of the Great Western Railway』によれば、ウェスト・ロンドン鉄道は当初は「Birmingham, Bristol & Thames Junction Railway」と呼ばれ、1836年にケンジントン運河の流域に、グレート・ウエスタン鉄道が申請したルートに交差するロンドン・アンド・バーミンガム鉄道から走るように認可された。
1845年の条例はグレート・ウェスタン鉄道とロンドン・アンド・バーミンガム鉄道がウェスト・ロンドン線の共同リースではじめることを認可した。
1915年、路線の北部のウィルズデン・ジャンクション駅からケンジントン・オリンピア駅（を経由し地下鉄アールズ・コート駅）まではLNWRにより電化されたが、第二次世界大戦の空襲の被害のために中断された。
1940年、第2次世界大戦が開始されるとウェスト・ロンドン線のいくつもの駅がドイツ軍による空襲の被害を受けたため、路線の旅客営業は1940年9月20日に中止された（貨物列車の運行は継続）。
1999年6月1日、ネットワーク・レールが設備を整備し、旅客営業が再開された。
2007年11月、新たにロンドン・オーバーグラウンドの運行する列車が走るようになった。また、同月にはヴァージン・クロスカントリーが営業を終了し、同社が運行していた列車はクロスカントリーに引き継がれた。
クロスカントリーは毎日2回、ブライトンからレディングとケンジントン・オリンピアを経由してバーミンガム・ニュー・ストリート駅まで運行していたが、2008年12月に廃止された。

## 運行

### 普通列車の運行
ロンドン・オーバーグラウンドは月曜日から土曜日に1時間に4本運行しており、また30分ごとにウィルズデン・ジャンクション駅とクラパムジャンクション駅の間で普通列車を運行している。なお、最近のダイヤ改正により、ラッシュ時に一部のロンドン・オーバーグラウンドの列車がノース・ロンドン線に直通するようになった。また、日曜日はクラパムジャンクション駅、ウィルズデン・ジャンクション駅間しか運行しない。
また、ゴヴィア・テムズリンク・レールウェイが「サザン」ブランドで1時間ごとにイースト・クロイドンからミルトンキーンズ・セントラル駅まで快速列車を運行しており、この列車がウェスト・ロンドン線を走行する（ただし、ウィルズデン・ジャンクション駅には止まらない）。

### 貨物・回送列車の運行
また、この路線は貨物列車の運行本数が多い。
2007年11月までは、ユーロスターの回送列車がウォータールー駅とノース・ポール国際車両基地につながるノース・ポール・ジャンクションとの間を走行していた。

## 路線
路線の詳細を北から南の順に記すと以下のようになる。
凡例
- ● - 停車駅、 ｜ - 通過駅、○ - 建設中・計画中
- LO - ロンドン・オーバーグラウンド、SR - サザン（ゴヴィア・テムズリンク・レールウェイ）

| 停車駅 | 停車駅 | 日本名 英名                                                                                             | 備考 |
| LO     | SR     | 日本名 英名                                                                                             | 備考 |
| ------ | ------ | --- | --- |
| ●      |        | ウィルズデン・ジャンクション駅 Willesden Junction                                                       | ウェスト・ロンドン線の列車は上層のホームに発着する（ノース・ロンドン線も使用）。 ベーカールー線およびオーバーグラウンドのノース・ロンドン線、ワットフォード線への乗換えが可能。                                                    |
| ｜     | ｜     | ウェスト・ロンドン分岐点 West London Junction                                                           | ノース・ロンドン線方面とウェスト・コースト本線方面へ線路が分岐する。サザンの列車はここで分岐する。 |
| ｜     | ｜     | ノース・ポール分岐点 North Pole Junction                                                                | GWR本線に並行しているノース・ポール国際車両基地へ連絡線の分岐点。 WLJRはここが正式な起点となる。 GWR本線との連絡線（非電化）がある。廃止前、レディングとブライトンの間を運行していたクロスカントリーは、この連絡線を使用していた。 |
| ｜     | ｜     | セント・クインティン・パーク・アンド・ウォームウッド・スクラブス駅 St. Quintin Park and Wormwood Scrubs | 1940年廃止。 |
| ｜     | ｜     | ウェストウェイ Westway                                                                                  | 25000VのACと、750VのDCを切り替えるところ。 |
| ●      | ●      | シェパーズ・ブッシュ駅 Shepherd's Bush                                                                  | かつてのアックスブリッジ・ロード駅(Uxbridge Road tube station)の場所に2008年に開業した駅。セントラル線との乗換えが可能となる。 |
| ●      | ●      | ケンジントン・オリンピア駅 Kensington Olympia                                                           | かつては「アディション・ロード」という名称だった。ディストリクト線との乗換えが可能。 |
| ｜     | ｜     | ウェストロンドン・エクステンション・ジャンクション West London Extension Junction                       | 2つの部分からなるウェスト・ロンドン線の連結点。 かつてLNWRとGWRの所有する貨物ターミナルがあった。 |
| ●      | ●      | ウェスト・ブロンプトン駅 West Brompton                                                                  | ディストリクト線との乗換えが可能。 |
| ｜     | ｜     | チェルシー&フラム駅 Chelsea & Fulham                                                                    | 1940年廃止。チェルシー運河への貨物線があった。 |
| ●      | ｜     | インペリアル・ワーフ駅 Imperial Wharf                                                                   | 2010年に開業した新駅。 |
| ｜     | ｜     | バタシー鉄道橋 Battersea Railway Bridge                                                                 | テムズ川を渡る。かつては「クレモーン橋（Cremorne Bridge）」という名称だった。 |
| ｜     | ｜     | バタシー・ハイ・ストリート駅 Battersea High Street                                                      | 1940年廃止。 |
| ｜     | ｜     | Latchmere Junctions                                                                                     | L&SWRおよびLB&SCRと接続。 |
| ●      | ●      | クラパムジャンクション駅 Clapham Junction                                                               | ナショナル・レールへの乗換えが可能。イースト・ロンドン線への延伸が計画されている。 |

## 参照
1. ↑  “LNWR Electrification”.   Suburban Electric Railway Association (2007年). 2007年2月1日閲覧。